# رونالد دوبري
رونالد دوبري (بالإنجليزية: Ronald Dupree)‏ مواليد 26 يناير 1981 في بيلوكسي، هو لاعب كرة سلة أمريكي سابق بدأ مسيرته الاحترافية في سنة 2003. يبلغ طوله 6 قدم 7 بوصة (2.0 م). اعتزل اللعب في 2014.

## فرق لعب لها
- شيكاغو بولز
- ديترويت بيستونز
- مينيسيوتا تيمبر وولفز
- سياتل سوبرسونيكس
- تليكوم باسكتس بون

## إحصائيات المسيرة

### الموسم الاعتيادي
| السنة   | الفريق                | لعب | بدأ | دقيقة | ميداني% | ثلاثية | حرة   | ارتداد | صنع | استلاب | تصدي | نقطة |
| ------- | --------------------- | --- | --- | ----- | ------- | ------ | ----- | ------ | --- | ------ | ---- | ---- |
| 2003–04 | شيكاغو بولز           | 47  | 8   | 19.0  | .394    | .444   | .629  | 3.6    | 1.2 | .7     | .4   | 6.2  |
| 2004–05 | ديترويت بيستونز       | 47  | 0   | 10.0  | .480    | .500   | .617  | 2.0    | .5  | .1     | .2   | 3.2  |
| 2005–06 | مينيسيوتا تيمبر وولفز | 36  | 0   | 7.4   | .524    | .000   | .341  | 1.4    | .4  | .3     | .0   | 2.2  |
| 2006–07 | ديترويت بيستونز       | 19  | 0   | 4.9   | .355    | .000   | .333  | .9     | .3  | .3     | .1   | 1.3  |
| 2007–08 | ديترويت بيستونز       | 1   | 0   | 3.0   | .000    | .000   | .000  | .0     | .0  | .0     | .0   | .0   |
| 2007–08 | سياتل سوبرسونيكس      | 4   | 0   | 4.5   | .333    | .000   | 1.000 | 2.0    | .3  | .3     | .0   | 1.0  |
| 2010–11 | تورونتو رابتورز       | 3   | 0   | 4.3   | .250    | .000   | .000  | 1.0    | .3  | .0     | .0   | 0.7  |
| المسيرة |                       | 157 | 8   | 11.2  | .427    | .385   | .559  | 2.2    | .6  | .4     | .2   | 3.5  |

### التصفيات
| السنة   | الفريق          | لعب | بدأ | دقيقة | ميداني% | ثلاثية | حرة  | ارتداد | صنع | استلاب | تصدي | نقطة |
| ------- | --------------- | --- | --- | ----- | ------- | ------ | ---- | ------ | --- | ------ | ---- | ---- |
| 2004–05 | ديترويت بيستونز | 14  | 0   | 2.7   | .286    | .000   | .000 | .4     | .0  | .0     | .0   | .3   |
| المسيرة |                 | 14  | 0   | 2.7   | .286    | .000   | .000 | .4     | .0  | .0     | .0   | .3   |

## روابط خارجية
- رونالد دوبري على موقع الدوري الأوروبي لكرة السلة (الإنجليزية)
- رونالد دوبري على موقع سبورتس رفرنس (الإنجليزية)
- رونالد دوبري على موقع كرة السلة الأوروبية.كوم (الإنجليزية)
- رونالد دوبري على موقع كلية كرة السلة في سبورتس رفرنس.كوم (الإنجليزية)
- رونالد دوبري على موقع ريلجم (الإنجليزية)
- رونالد دوبري على موقع بروبوليرز (الإنجليزية)
- رونالد دوبري على موقع سبورتس رفرنس (الإنجليزية)
- رونالد دوبري على موقع سبورتس رفرنس (الإنجليزية)